# Ilybius subaeneus
Ilybius subaeneus är en skalbaggsart som beskrevs av Wilhelm Ferdinand Erichson 1837. Ilybius subaeneus ingår i släktet Ilybius och familjen dykare. Arten är reproducerande i Sverige. Inga underarter finns listade i Catalogue of Life.

## Bildgalleri

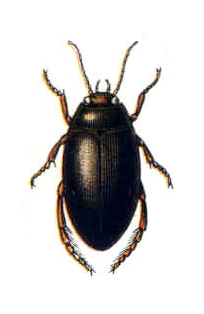
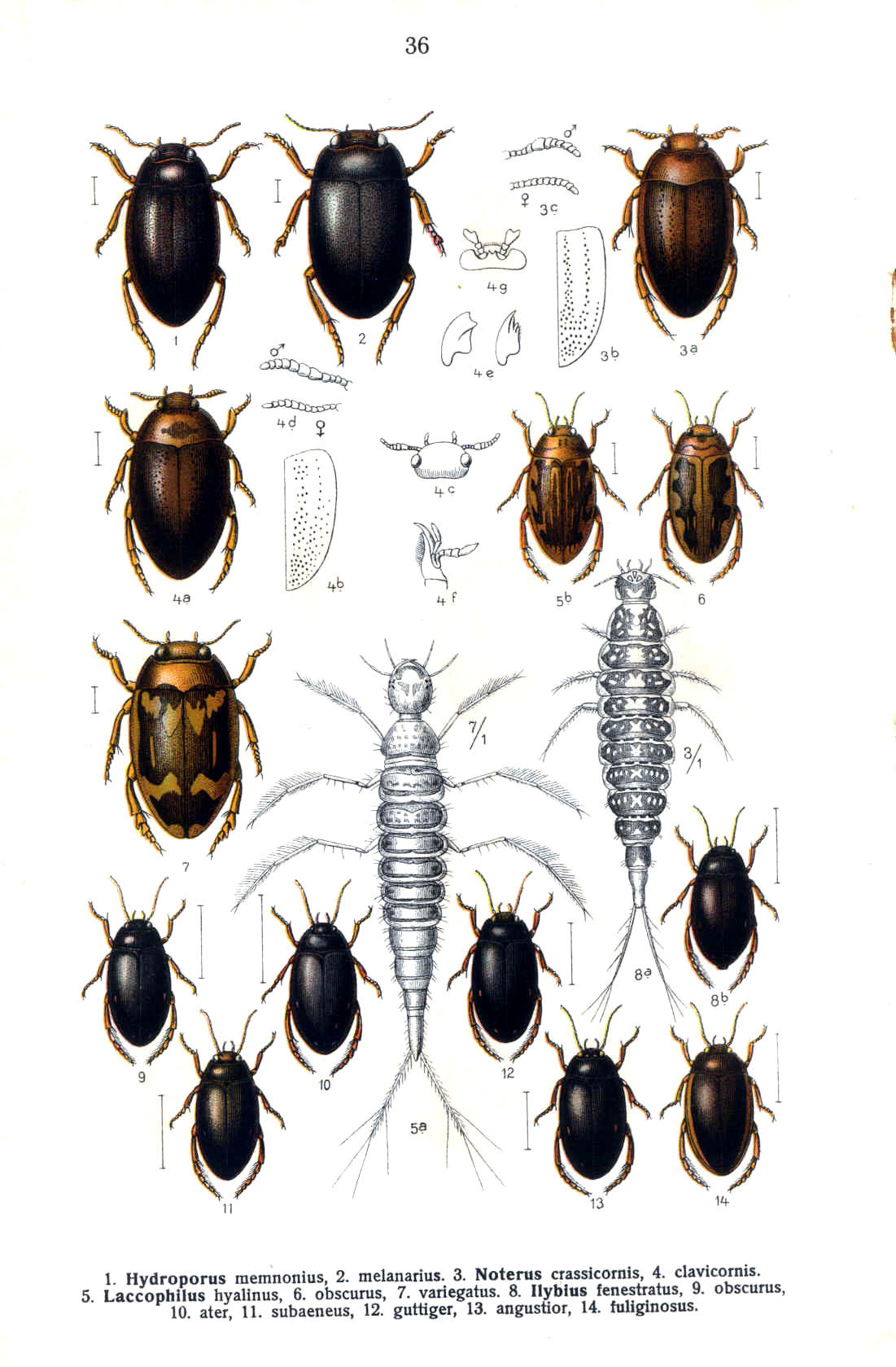